# 장포 (촉나라)
장포(張苞, ? ~ ?)는 후한 말기의 고위관료로 탁군 사람이다. 촉한 시대 거기장군 장비의 장남이다. 그는 아버지 장비보다 일찍 하세하였다.

## 행적
장무 원년(221년), 장비가 범강과 장달에게 죽었다. 장포는 이미 요절하였기 때문에, 동생 장소가 대신 작위를 이었다.

## 출전
- 진수, 《삼국지》 권36 촉서6 관장마황조전

## 《삼국지연의》에서의 장포
《삼국지연의》에서의 장포는 관흥과 마찬가지로 방대한 각색이 이루어졌다. 장비보다 오래 살아, 221년에 아버지의 복수를 하기 위해 오반과 함께 이릉 대전에 참전하였다. 이때 관우의 둘째 아들 관흥과 함께 선봉이 되겠다며 타퉜는데, 유비의 중재로 둘은 화해하였고 의형제를 맺었으며 관흥보다 1살이 더 많았다고 하여 생년이 190년으로 설정되었다. 그리고 첫 전투에서 관흥과 함께 담웅, 이이, 사정 등을 베는 등 전공을 세웠다. 그 후에도 계속한 전공을 세웠으며, 동오에서 보낸 범강과 장달의 목을 베어 장비의 제사상에 바쳤다. 또한 황충이 부상을 입자 관흥과 함께 황충을 호위하였으며, 육손의 화공 때에는 관흥, 부동과 함께 유비를 호위하였다.
그 후, 제갈량이 북정(北征)을 감행하였을 때에도 관흥과 함께 참전한다.
1차 북벌 때에는 제갈량의 첩자 배서가 남안(南安) 태수(太守) 최량(崔良)을 유인하자 관흥과 함께 포획하였다. 이때 거짓 항복을 한 최량은 안정(安貞)으로 떠나 양릉(楊凌)과 함께 계책을 역이용하여 제갈량을 격파하려 하였으나 이미 계책을 간파하고 있던 관흥, 장포에게 최량의 뒤를 따라가게 하여 양릉과 최량을 베게 하였고, 장포는 최량을 벤다. 그 후에도 전공을 세웠으나, 가정에서 위군에게 패하였기 때문에 군사를 물리게 된다.
2차 북벌에는 진창(陳倉)을 지키고 있던 학소(郝昭)와 왕쌍(王雙)이 난공불락처럼 지켰기 때문에 회군하였다.
3차 북벌에는 학소가 병이 들어 병석에 누워있었기 때문에 쉽게 격파하였고, 계속하여 기산(祁山)으로 나아갔다. 이때 위의 장수 곽회(郭淮)와 손례(孫禮)가 무도와 음평으로 출전하지만 이미 제갈량이 무도와 음평을 점령하였기 때문에 후퇴하였다. 이때 장포는 곽회와 손례를 추격하나 말이 돌에 걸려 넘어지는 바람에 머리를 크게 다쳤고, 성도에서 치료를 하였으나 결국 죽었다.

## 친족 관계
- 장비 (아버지)
  - 장포
    - 장준 (아들)

  - 장소 (동생)
  - 경애황후 (동생)
  - 장황후 (동생)

## 같이 보기
- 삼국지 인물 목록